# Vänd nu om, ni sorgsna sinnen
Vänd nu om, ni sorgsna sinnen (Kommt, Ihr traurigen Gemüther) är en psalm från 1656 av Paul Gerhardt i fem verser. Psalmen grundar sig på bibeltexten Hos. 6:1-3. Enligt 1819 års psalmbok var det Petrus Brask som gjorde översättning och enligt utgåvor efter 1917 anges därtill att texten bearbetades av Johan Olof Wallin 1814 och sedermera av Anders Frostenson 1976. Musiken till psalmen är svensk från 1697.
Psalmen inleds 1695 med orden:
Wänder om i sorgse sinnen
Wänder om til HErran Gudh

## Publicerad i
- 1695 års psalmbok som nr 294 under rubriken "Psalmer i Bedröfwelse / Korss och Anfächtning".
- 1819 års psalmbok som nr 389 med titelraden "Vänder om, I sorgse sinnen", under rubriken "Med avseende på särskilda personer, tider och omständigheter: Allmänna bön- och klagodagar".
- 1937 års psalmbok som nr 156 under rubriken "Botdagen".
- Den svenska psalmboken 1986 som nr 541 under rubriken "Bättring - omvändelse".
- Svensk psalmbok för den evangelisk-lutherska kyrkan i Finland (1986) som nr 362 under rubriken "Nöd och nåd" med något annorlunda text än i Den svenska psalmboken.
- Psalmer och Sånger 1987 som nr 599 under rubriken "Att leva av tro - Omvändelse".[1]